# Мелихово (усадьба)
Ме́лихово (Государственный литературно-мемориальный музей-заповедник А. П. Чехова) — один из главных чеховских музеев в России. Находится в селе Мелихово, в окрестностях города Чехова Московской области. Писатель приобрёл имение Мелихово в 1892 году и жил в нём с перерывами до 1899 года со своими родителями и ближайшими родственниками. Перед отъездом в Крым из-за начинающегося туберкулёза Чехов продал это имение, и после революции 1917 года оно пришло в запустение.

## Усадьба Мелихово
В XVIII и до середины XIX века в Мелихово были усадьбы помещиков Наумовых и Чуфаровских. Во второй половине XIX века — Кувшинниковых (две усадьбы, одна из которых позже перешла к Варенниковым, обе утрачены) и Сергеевых. Последний с 1888 года владелец — художник Н. П. Сорохтин. С 1892 по 1899 год — А. П. Чехов, далее до 1908 года — фабрикант С. Н. Коншин. Последний владелец до 1917 года барон Н. Д. Стюарт.
Сохранились деревянный одноэтажный главный дом 1840-х годов с последующими переделками, восстановленный в 1960-х годах, флигель 1894 года, построенный по проекту А. П. Чехова, кухня и сарай 1890-х годов, небольшой парк с садом и прудом. В усадьбе бывали многие известные деятели русской культуры. На сельском кладбище находится деревянная церковь Рождества Христовa, поставленная в 1757 году А. Наумовым и восстановленная после пожара 1994 года. Колокольня, возведённая по проекту и на средства А. П. Чехова, разобрана ранее. На кладбище есть старые надгробия. Церковь была приписана к церкви Рождества Богородицы в усадьбе Васькино. На краю села в деревянном здании школы, открытой стараниями А. П. Чехова, размещена экспозиция «Земская школа конца XIX века».

## Государственный литературно-мемориальный музей-заповедник А. П. Чехова
Решение о создании музея как филиала Серпуховского краеведческого музея было принято в 1939 году. В 1941 году музей открылся для посетителей, первым его директором стал Пётр Николаевич Соловьёв. В воссоздании обстановки чеховского дома активное участие приняли сестра писателя — М. П. Чехова и его племянник С. М. Чехов.

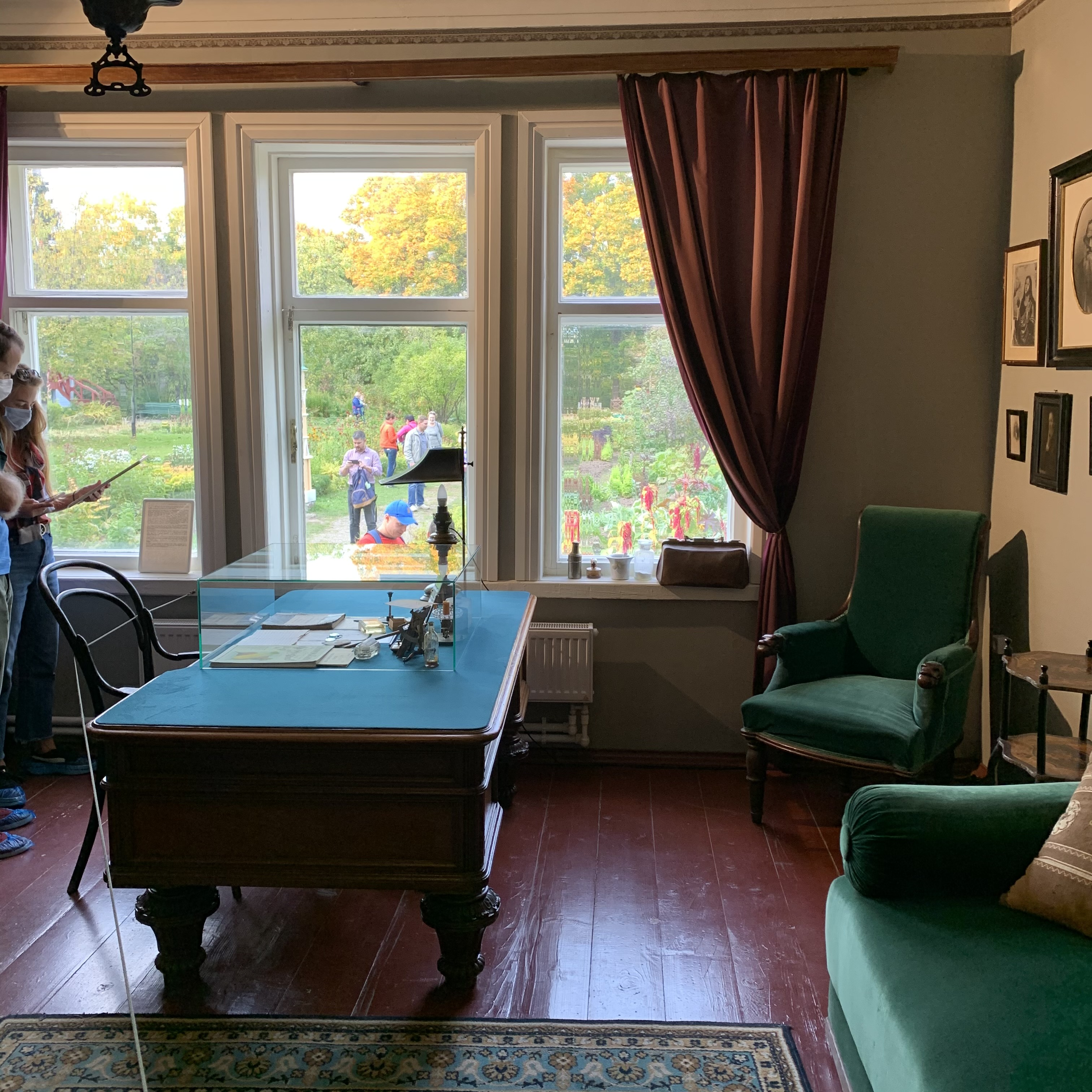
Кабинет в усадьбе Мелихово

В музее отражена деятельность Чехова как писателя, врача, общественного деятеля. Собрание музея в Мелихове насчитывает более 20 тысяч экспонатов. В музее хранятся картины художников — друзей писателя: И. Левитана, В. Поленова, Н. Чехова, П. Серёгина и других. Мелихово — место проведения концертов, театральных и музыкальных фестивалей, выставок, рождественских ёлок.
На территории музея в 1951 году установлен один из первых в СССР памятников писателю (скульптор Г. И. Мотовилов, архитектор Л. М. Поляков).

## Директора музея
- Журавлёва Анастасия Анатольевна (2023 — н. в.)
- Бобков Константин Васильевич (2004 — 2023)[2].
- Бычков Юрий Александрович (1994—2004)[3]
- Абраменкова Людмила Захаровна (1987—1994)
- Авдеев Юрий Константинович (1951—1987)
- Корнюшин Пётр Кузьмич (1949—1951)
- Симанов Сергей Иванович (1945—1949)
- Ванаг Пётр Иванович (1943—1944)
- Соловьёв, Пётр Николаевич (1940—1941)